# Hilmar Myhra
Hilmar Arnold Myhra (* 5. Juni 1915 in Kongsberg; † 13. April 2013) war ein norwegischer Skispringer.

## Werdegang
Seine internationale Karriere begann Myhra mit dem Springen in Vikersund im Februar 1936, welches er auch gewinnen konnte. Dabei sprang er mit 85 m einen neuen Schanzenrekord, der erst 1946 von Arnholdt Kongsgård gebrochen wurde.
Bei der Nordischen Skiweltmeisterschaft 1938 im finnischen Lahti gewann er hinter Asbjørn Ruud und Stanisław Marusarz die Bronzemedaille von der Großschanze. Ein Jahr später wurde er bei der Nordischen Skiweltmeisterschaft 1939 in Zakopane wurde er von der Großschanze Sechster. Anfang März 1940 gewann Myhra das prestigeträchtige Holmenkollen-Skifestival in Oslo. Darüber hinaus wurde er wenige Wochen später kurz vor dem Angriff der Deutschen am 9. April 1940 gegen Norwegen (Unternehmen Weserübung) Norwegischer Meister von der Normalschanze.
In den Sommermonaten spielte Myhra Fußball für seinen Heimatverein Kongsberg IF. Nachdem er sich jedoch im August 1945 bei einem Spiel schwer verletzt hatte, musste er seine Sportlerkarriere beenden.
In Kongsberg ist nach ihm der Hilmar Myhras vei (dt. Hilmar-Myhras-Weg) benannt.

## Erfolge

### Schanzenrekorde
| Ort       | Land     | Weite              | aufgestellt am | Rekord bis |
| --------- | -------- | ------------------ | -------------- | ---------- |
| Vikersund | Norwegen | 85,0 m (HS: 225 m) | 1936           | 1946       |
| Vikersund | Norwegen | 87,5 m (HS: 225 m) | 1946           | 1948       |